# Nikolai Ilkov
Nikolai Ilkov (n. 21 februarie 1955) este un canoist ce a reprezentat Bulgaria, medaliat olimpic. A participat la o ediție a Jocurilor Olimpice (1980) în care a câștigat o medalie de bronz.

## Participări
Lista de mai jos prezintă principalele competiții la care a participat Nikolai Ilkov de-a lungul carierei.
- canoeing at the 1980 Summer Olympics – men's C-2 500 metres[*]